# Jackson Muleka
Jackson Muleka Kyanvubu (Lubumbashi, 4 ottobre 1999) è un calciatore congolese (Repubblica Democratica del Congo), attaccante dell'Al-Kholood, in prestito dal Beşiktaş.

## Carriera

### Club
Cresciuto nel Mazembe, l'8 settembre 2020 lascia il club per accasarsi ai belgi dello Standard Liegi.
L'8 febbraio 2022 viene ceduto in prestito al Kasımpaşa.
Il 7 luglio 2022 viene acquistato dal Beşiktaş.

### Nazionale
Ha esordito nella nazionale congolese nel 2019.

## Palmarès

### Club

#### Competizioni nazionali
- Campionato di calcio della Repubblica Democratica del Congo: 2

TP Mazembe: 2018-2019, 2019-2020
- Coppa di Turchia: 1

Beşiktaş: 2023-2024
- Supercoppa di Turchia: 1

Beşiktaş: 2024

#### Competizioni internazionali
- Coppa della Confederazione CAF: 1

TP Mazembe: 2017

### Individuale
- Capocannoniere della CAF Champions League: 1

2019-2020 (7 gol)